# Araeopsylla phnomensis
Araeopsylla phnomensis är en loppart som beskrevs av Klein 1970. Araeopsylla phnomensis ingår i släktet Araeopsylla och familjen fladdermusloppor. Inga underarter finns listade i Catalogue of Life.